# Teodoro Goliardi
Teodoro Emilio Adolfo Goliardi Pamparato (ur. 28 maja 1927 w Montevideo, zm. 14 grudnia 1997 w Maldonado) – urugwajski szermierz.
Uczestniczył w letnich igrzyskach olimpijskich, w 1956 oraz 1960 roku. W dorobku ma srebrny medal zdobyty w konkurencji drużynowej szablistów (wraz z Ricardo Riminim, Juanem Paladino oraz José Lardizábalem) podczas igrzysk panamerykańskich w 1955 oraz brązowy medal zdobyty w konkurencji indywidualnej szablistów podczas igrzysk panamerykańskich w 1959 roku.